# Горушка Новая Деревня
Горушка Новая Деревня или Горушка — деревня в Великолукском районе Псковской области России. Входит в состав сельского поселения «Переслегинская волость».
Расположена на западе района, в 13 км к юго-западу от райцентра Великие Луки и в 11 км к югу от волостного центра Переслегино.
Численность населения по оценке на 2000 год составляла 12 человек, на 2010 год — 12 человек.